# Буршик, Иосиф
Иосиф Буршик (чеш. Josef Buršík; 1911—2002) — чехословацкий офицер, участник Второй мировой войны, Герой Советского Союза (1943, лишён в 1969, восстановлен в 1992). Генерал-майор Чехословацкой народной армии (1990).
В годы Второй мировой войны прошёл путь от зенитчика Чехословацкого легиона до командира танковой роты танкового батальона 1-й отдельной чехословацкой пехотной бригады в составе 51-го стрелкового корпуса 38-й армии. Особо отличился при освобождении Киева.
В послевоенные годы из-за своих антикоммунистических взглядов стал политическим заключённым, после чего бежал в ФРГ, затем эмигрировал в Великобританию. Был лишён всех советских и чехословацких наград. В 1990 году, после «бархатной революции» в Чехословакии, вернулся в Прагу, был реабилитирован и произведён в чин генерал-майора Чехословацкой народной армии. В 1992 году ему было возвращено звание Героя Советского Союза и все советские награды.

## Биография

### Ранние годы
Родился 11 сентября 1911 года в селе Постршеков в районе Домажлице Королевства Богемия, входившего в состав Австро-Венгерской империи (ныне в Чехии) в семье рабочего-строителя. По национальности чех. У него было пять братьев и сестёр. Окончив школу в городе Домажлице, поступил в государственное промышленное училища в городе Пльзень, где, как и отец, учился на строителя, окончив два класса.
В ноябре 1933 года призван на срочную службу в Чехословацкую армию (ноябрь 1933 — февраль 1936), служил фельдшером 18-го пехотного полка в Пльзени. С 1936 года работал строительным контролёром в строительной фирме, участвовал в строительстве приграничных укреплений.
В сентябре 1938 года в ходе второго Судетского кризиса мобилизован, назначен командиром взвода 18-го пехотного полка. Однако армия не вступала в боевые действия, и весной 1939 года был демобилизован. После захвата Чехии нацистами Буршик был вывезен на принудительные работы в Германию, в Нюрнберг. После драки с немцами он нелегально вернулся в Чехию, а в июле 1939 года также нелегально перебрался через границу в Польшу.

### В годы Второй мировой войны
В августе 1939 года Буршик вступил в Чехословацкий легион, созданный из эмигрантов — чехов и словаков под Барановичами (Польша). С началом Второй мировой войны в составе зенитного расчёта отражал налёты германской авиации. Согласно воспоминаниям Буршика, «на железнодорожном узле в Кросно мы впервые увидели все ужасы войны в полной мере. Вражеские бомбардировщики уничтожили железнодорожные постройки, паровозное депо, вагоны, гружёные мукой; со столбов свисали оборванные телефонные и электрические провода».
При отступлении легионеры оказались на польской территории, занятой Красной Армией, и 20 сентября 1939 года были интернированы. До 1942 года Буршик находился в лагерях для интернированных лиц в Каменец-Подольском, в посёлке Оранки Московской области, в Суздале, а с января 1942 года — в городе Бузулук Оренбургской области. В это же время там началось формирование 1-го чехословацкого отдельного пехотного батальона из числа чехословацких добровольцев под командованием полковника Людвика Свободы. И. Буршик вступил в батальон одним из первых.
Участник первого сражения батальона — у деревни Соколово Харьковской области на Воронежском фронте с 8 по 12 марта 1943 года. В этом бою во взводе ротмистра Буршика осталось в живых 9 человек, но они удержали свои позиции. При переформировании батальона в 1-ю отдельную чехословацкую пехотную бригаду в её составе был предусмотрен танковый батальон, в котором Буршик был назначен командиром танковой роты. В августе 1943 года окончил ускоренный курс Тамбовской танковой школы. С октября 1943 года воевал на 1-м Украинском фронте. Командир танковой роты И. Буршик особо отличился в боях за столицу Украинской ССР — город Киев. 5 ноября 1943 года его рота танков Т-34 с автоматчиками наступали вдоль Житомирского шоссе и к 16 часам вышла к заводу «Большевик». Танки «Соколово», «Яношик» и «Лидице» обошли завод. За передними танками шла «тридцатьчетвёрка» И. Буршика — «Жижка».
Перед самым заводом к «Жижке» подбежали две девушки и сообщили, что территория завода занята немецкими войсками, и показали замаскированную огневую позицию батареи противника. Несколькими меткими выстрелами танковых орудий противотанковая батарея врага была уничтожена.
Затем танк «Жижка» командира роты И. Буршика разбил ворота завода, уничтожил вражеский бронетранспортёр с боеприпасами, а танки роты «Лидице», «Яношик» и «Соколово» блокировали завод снаружи, автоматчики ротмистра Бернарда Бражины заняли все заводские объекты. Всего в сражении за Киев И. Буршик уничтожил одно штурмовое орудие «Фердинанд», три орудия, два дзота, два пулемётных гнезда и один транспортёр с командой сапёров и грузом взрывчатки. Кроме того, 11 ноября 1943 года с отрядом из трёх танков с боем овладел селом Петровка Киевской области, занятое превосходящими силами врага.
Указом Президиума Верховного Совета СССР от 21 декабря 1943 года «за умелое командование танковой ротой и проявленные мужество и героизм в боях с немецко-фашистскими захватчиками» гражданину Чехословакии подпоручику Буршику Иосифу присвоено звание Героя Советского Союза с вручением ордена Ленина и медали «Золотая Звезда» (№ 1692).
В январе — феврале 1944 года участвовал в Житомирско-Бердичевской наступательной операции, воевал под Белой Церковью и Жашковом. С февраля 1944 года — начальник танковых курсов чехословацкой бригады. С марта 1944 года — командир учебного танкового батальона. В июне 1944 года был создан 1-й Чехословацкий армейский корпус, тогда же Буршик получил должность командира 2-го танкового батальона. На этой должности он участвовал в Карпатско-Дуклинской, Моравско-Остравской и Пражской операциях, сражался в Словакии и Моравии до полного освобождения Чехословакии от немецких войск.

### Послевоенные годы

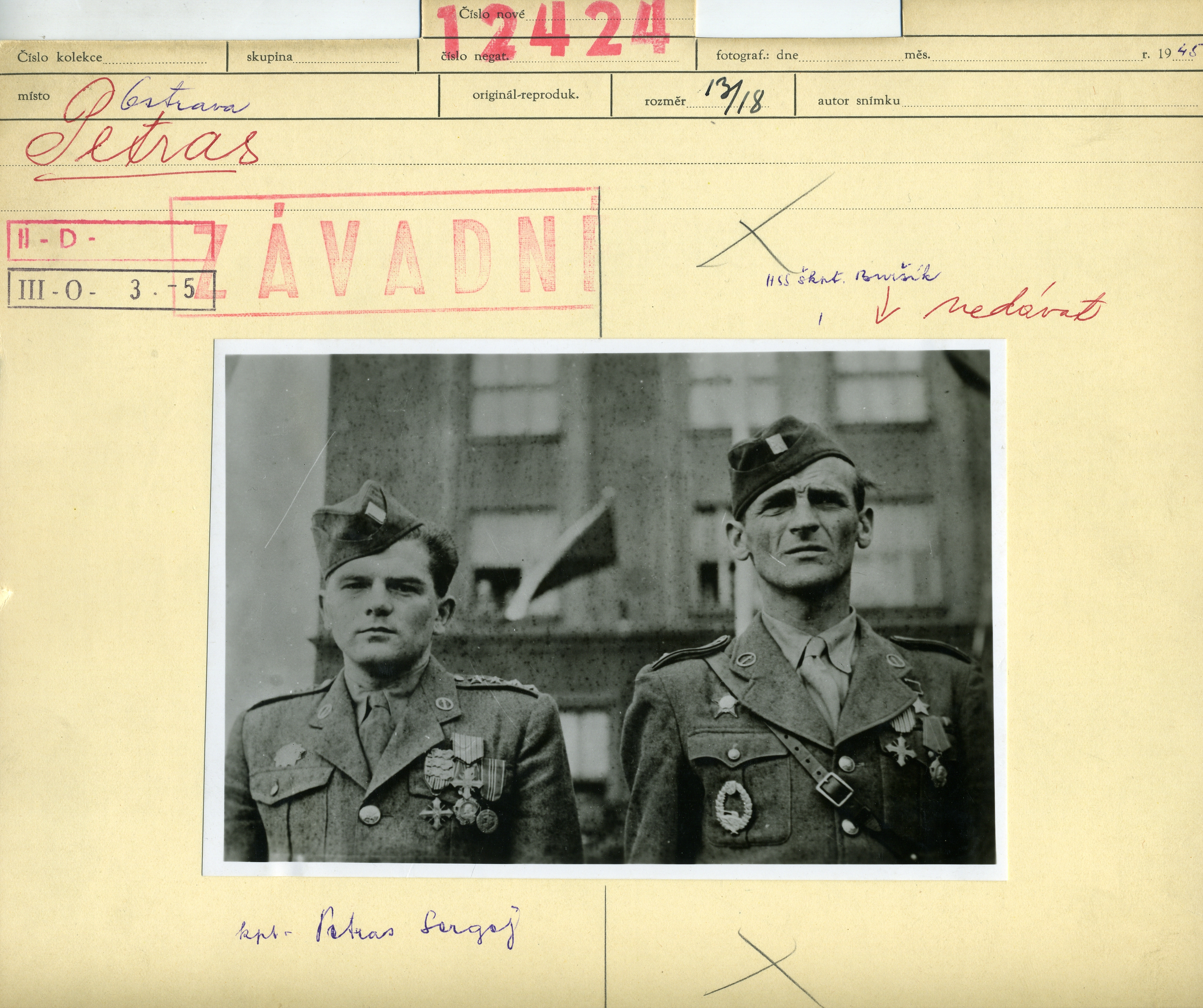
Открытка с фото шкпт. Сергей Петрас и капитан. Йозеф Буршик. Фотография сделана во время военного парада в [Остраве], 1945 год.

С сентября 1945 года — слушатель Военной академии бронетанковых и механизированных войск имени И. В. Сталина (Москва). Однако медицинская комиссия обнаружила у него заражение левого лёгкого туберкулёзом, и он был вынужден прекратить обучение.
В декабре 1945 года отозван в Чехословакию, с марта 1946 — заместитель командира 1-й Чехословацкой танковой бригады по боевой подготовке (г. Высока Мутя). С сентября 1946 года командовал танковыми батальонами, с сентября 1947 — заместитель командира 12-й танковой бригады (г. Оломоуц), с апреля 1948 года — вновь командир батальона там же.
О своих годах, проведённых в СССР, И. Буршик вспоминал: «Во время моего пребывания в СССР, не только я, но и почти все чехи убедились, как велика разница между тем, что проповедовали коммунисты и что они делали на самом деле. Я убедился, что русский человек — не свободный человек, он не хозяин своей судьбы, и что он находится под гнётом, должен выполнять приказы коммунистической партии… В те годы, когда мы, чехословацкие солдаты, жили в Советском Союзе, мы много раз обсуждали политику коммунистов и были единого мнения, что когда вернёмся домой, мы организуем свою экономическую и политическую жизнь по-своему. Свободно и демократично».
11 ноября 1949 года И. Буршик был арестован по обвинению в антикоммунистической пропаганде. Осуждён 7 марта 1950 года на 10 лет «за измену Родине». После подачи апелляции срок был увеличен до 14 лет, что для больного туберкулёзом Буршика означало пожизненное заключение. Попав в тюремный госпиталь из-за тяжёлой формы туберкулёза, он сумел в августе 1950 года совершить побег и перебраться через границу в Федеративную Республику Германии. Работал в американском фонде для чехословацких беженцев.
В 1955 году эмигрировал в Великобританию, где прошёл курс лечения, перенёс две операции. По личному пожеланию королевы Елизаветы II Буршику было даровано гражданство Великобритании, от которого он отказался. Оценив этот благородный поступок, королева наделила И. Буршика всеми правами гражданина Соединённого Королевства. Дома оставалась жена и две дочери, которых отпустили на Запад к отцу в 1963 году.
В 1968 году в знак протеста против ввода войск стран Варшавского договора в Чехословакию он сдал все свои советские награды в советское посольство в Лондоне. В 1969 году был официально лишён звания Героя Советского Союза и всех наград СССР (чехословацких наград его лишили ещё в 1950 году). В 1990 году, после «бархатной революции» в Чехословакии, он вернулся в Прагу, был реабилитирован и произведён в чин генерал-майора Чехословацкой народной армии. 6 мая 1992 года ему было возвращено звание Героя Советского Союза и все советские ордена.
Умер 30 июня 2002 года в британском городе Нортгемптоне, где и похоронен.

## Награды и звания
Советские государственные награды и звания (лишён всех в 1969 году, восстановлены в 1992 году):
- Герой Советского Союза (21 декабря 1943);
- орден Ленина (21 декабря 1943);
- орден Суворова III степени (10 августа 1945);
- орден Красной Звезды (17 апреля 1943).

Государственные награды Чехословакии (лишён всех в 1950 году, восстановлены в 1990 году):
- большой крест ордена Белого льва (Чехия, 2005, посмертно)
- орден Милана Растислава Штефаника III степени (1990);
- орден Красной Звезды (21 февраля 1946);
- пять Военных Крестов 1939—1945 годов (13 апреля 1943, 16 декабря 1943, 17 апреля 1944, 1944, 1945);
- медаль «За храбрость перед врагом» (1945);
- медаль «За заслуги» I степени (1943);
- медаль «Соколовская памятная медаль»;
- медаль «Дукельская памятная медаль» (1949);
- Военная памятная медаль (1945).

Государственные награды других государств:
- орден Братства и единства I степени (Югославия, 31 марта 1946)
- орден Короны Румынии офицерской степени с мечами (Румыния, 20 декабря 1947)
- медаль Великобритании

## Публикации
- Nelituj oběti / Josef Buršík; [literárně upravili Zdeněk Vališ a Jindřich Drebota]. Praha : Naše vojsko, 1992. 125 s. ISBN 80-206-0288-7. (чешск.)
- Ohlédnutí : Životní story úspěšného brněnského podnikatele, exulanta žijícího na Floridě / Josef Buršík ; Lit. upravil a k vyd. připr. Jan A. Krystek ; Předml. Emil Petřík. [S.l. : s.n.], 1992. 26 s. (чешск.)

## Память
В городе Острава (Чешская республика) И. Буршику установлен памятник.